# بازوکا
بازوکا (به انگلیسی: Bazooka) یک اسلحه از نوع راکت‌انداز ضد تانک است که توسط ادوارد ال برای نیروی زمینی ایالات متحده آمریکا طراحی شد و توسط این نیرو، به‌طور گسترده‌ای مورد استفاده قرار گرفته است. این اسلحه قابل حمل و استفاده به‌وسیله پیاده‌نظام است.

## استفاده‌کنندگان
- آرژانتین
- اتریش: جایگزین با کارل گوستاف
- برزیلJ.
- بولیوی.
- کامبوج
- کانادا
- قبرس
- فرانسه
- آلمان غربی
- یونان
- اندونزی
- هند
- ژاپن
- چین
- تایوان
- کره جنوبی
- لوکزامبورگ
- مالزی
- مکزیک
- میانمار
- هلند
- پاکستان
- پاراگوئه
- فیلیپین
- پرتغال
- رودزیا
- آفریقای جنوبی
- اتحاد جماهیر شوروی
- اسپانیا
- سوئد
- تایلند
- تونس
- ترکیه
- بریتانیا
- ایالات متحده آمریکا